# Richard Laurin
Richard Herman Laurin, född den 11 december 1893 i Malmö, död den 13 juli 1967 i Visby, var en svensk ämbetsman. Han var måg till Gustaf Melin.
Laurin avlade studentexamen i Malmö 1913 och juris kandidatexamen vid Lunds universitet 1922. Efter genomförd tingstjänstgöring i Sevede och Tunaläns domsaga 1922–1926 var han landskanslist och biträdande länsnotarie i Gotlands län 1926–1936 och ordinarie länsnotarie där 1936–1943. Laurin var tillförordnad länsassessor i Kronobergs län 1941–1943 och blev ordinarie länsassessor i Kopparbergs län 1944, men åtnjöt tjänstledighet för att från 1943 upprätthålla landssekreteraretjänsten i Gotlands län. Han var ordinarie landssekreterare där 1946–1959. Laurin blev riddare av Nordstjärneorden 1947 och kommendör av samma orden 1955. Han vilar i sin hustrus familjegrav på Östra kyrkogården i Visby.